# Catoxyethira leynarti
Catoxyethira leynarti is een schietmot uit de familie Hydroptilidae. De soort komt voor in het Afrotropisch gebied.